# Paul Lehmann (Geograph)
Friedrich Wilhelm Paul Lehmann (* 25. April 1850 in Darsband bei Putbus auf Rügen; † 28. Juni 1930 in Leipzig) war ein deutscher Geograph und Hochschullehrer.

## Leben
Paul Lehmann, Sohn eines Pächters, besuchte die Gymnasien in Neustrelitz und in Prenzlau. Nach dem Abitur 1870 nahm er als freiwilliger Jäger am Deutsch-Französischen Krieg teil. Anschließend studierte er Geschichte an den Universitäten Berlin, Greifswald und Breslau, und promovierte 1874 unter Carl Neumann an der Universität Breslau.
In der Folge war Lehmann war als Gymnasiallehrer am Friedrichs-Gymnasium in Breslau, anschließend am Falk-Realgymnasium in Berlin eingesetzt. Zusätzlich lehrte er in den Vortragskursen der Berliner Kaufmannschaft, der späteren Handelshochschule, Geographie. 1890 wurde er Direktor des Schiller-Realgymnasiums in Stettin. Nach seinem Ausscheiden aus dem Schuldienst erhielt er 1913 eine Privatdozentur für Geographie an der Universität Leipzig. In dieser Funktion beschäftigte er u. a. auch mit der Landeskunde Japans.
Lehmann beschäftigte sich insbesondere mit der geographischen Beschaffenheit der pommerschen Küste und interessierte sich sehr für Joseph Partschs Forschungen zur eiszeitlichen Vergletscherung des Riesengebirges. Diese veranlassten ihn zu eigenen Forschungsreisen in diese Region. Er entdeckte die diluvialen Gletscherpuren im Karpatenwall Siebenbürgens (1880–95). Zudem verfasste er die erste Länderkunde des damaligen Königreichs Rumänien.
Ein wissenschaftlicher Nachlass Lehmanns befindet sich heute im Archiv für Geographie des Leibniz-Instituts für Länderkunde in Leipzig.

## Schriften
- Das Pisaner Concil von 1511. Dissertation. Breslau 1874.
- Pommerns Küste von der Dievenow bis zum Darß. Ein Beitrag zur physischen Geographie des Ostseegebiets. Breslau 1878.
- Die Wildbäche der Alpen. Eine Darstellung ihrer Ursachen, Verheerungen und Bekämpfung als Beitrag zur Geographie. Breslau 1879.
- Herder in seiner Bedeutung für die Geographie. Berlin 1879.
- Das Königreich Rumänien. In: Alfred Kirchhoff (Hrsg.): Länderkunde von Europa. Band 3,2. Wien 1893, S. 1–61.
- Bilder aus dem Kriegsleben eines pommerschen Jägers. Neudamm 1903.
- Wölfelsgrund und der Glatzer Schneeberg: Ein Beitrag zur Schlesischen Landeskunde gewidmet Joseph Partsch zum vollendeten 70. Lebensjahr. Glatzer Gebirgsverein, Glatz 1921.
- Japan. Jedermanns Bücherei, Breslau 1925.